# Statesboro (Georgia)
Statesboro es una ciudad situada en el condado de Bulloch, en el estado de Georgia, Estados Unidos, del cual es la sede.  La población era de 22.698 habitantes según el censo del año 2000. Está situada a 16 kilómetros de la Interestatal 16, que conecta las ciudades de Savannah y Macon, en el centro del estado.

## Historia
Statesboro fue fundada en el año 1803, comenzando como una pequeña comunidad de granjeros los cuales se abastecían de sus cosechas para subsistir. En 1906 las autoridades locales decidieron crear una escuela de agricultura y mecánica, la cual posteriormente fue creciendo hasta convertirse en la Georgia Southern University. El área colindante a la universidad llegó a denominarse Collegeboro, pero nunca llegó a constituirse como ciudad independiente.

## Geografía
De acuerdo con la Oficina del Censo de los Estados Unidos, tiene un área total de 32,7 km², de los cuales 32,4 km² son de tierra y 0,3 km² (el 0,80%) son de agua.

## Demografía
Según el censo del año 2000, había 22.698 habitantes, 8.560 viviendas y 3.304 familias residiendo en la ciudad. La densidad de población era de  700.0/km². en cuanto a las razas, el 56,21% de la población era de raza blanca, el 40,25% afroamericanos, el 1,32% asiáticos y el resto de otras etnias. El total de población de origen hispano era del 2,15%.

## Personajes célebres
- William James - Filósofo y educador
- Sutton Foster - Actriz de teatro
- Brandon Wallace - Jugador de baloncesto de la NBA
- Danny McBride - actor